# Valle-d’Orezza
Valle-d’Orezza (korsisch A Valle d'Orezza; italienisch Valle d'Orezza) ist eine Gemeinde in der Castagniccia auf der französischen Mittelmeerinsel Korsika. sie gehört zum Département Haute-Corse, zum Arrondissement Corte und zum Kanton Castagniccia. Die Bewohner nennen sich Vallais oder Vallacci. Das Siedlungsgebiet liegt durchschnittlich auf 600 Metern über dem Meeresspiegel. Dazu gehören neben der Hauptsiedlung auch die Dörfer Poggie, Palazze, Gaetana, Piedi Pietro, Tràmica und Poggio. Nachbargemeinden sind Monacia-d’Orezza im Norden, Velone-Orneto, San-Giovanni-di-Moriani und Parata im Nordosten, Santa-Reparata-di-Moriani im Osten, Felce im Südosten, Tarrano im Süden, Carpineto im Südwesten, Carcheto-Brustico im Westen sowie Stazzona, Rapaggio und Piedicroce im Nordwesten.

## Bevölkerungsentwicklung

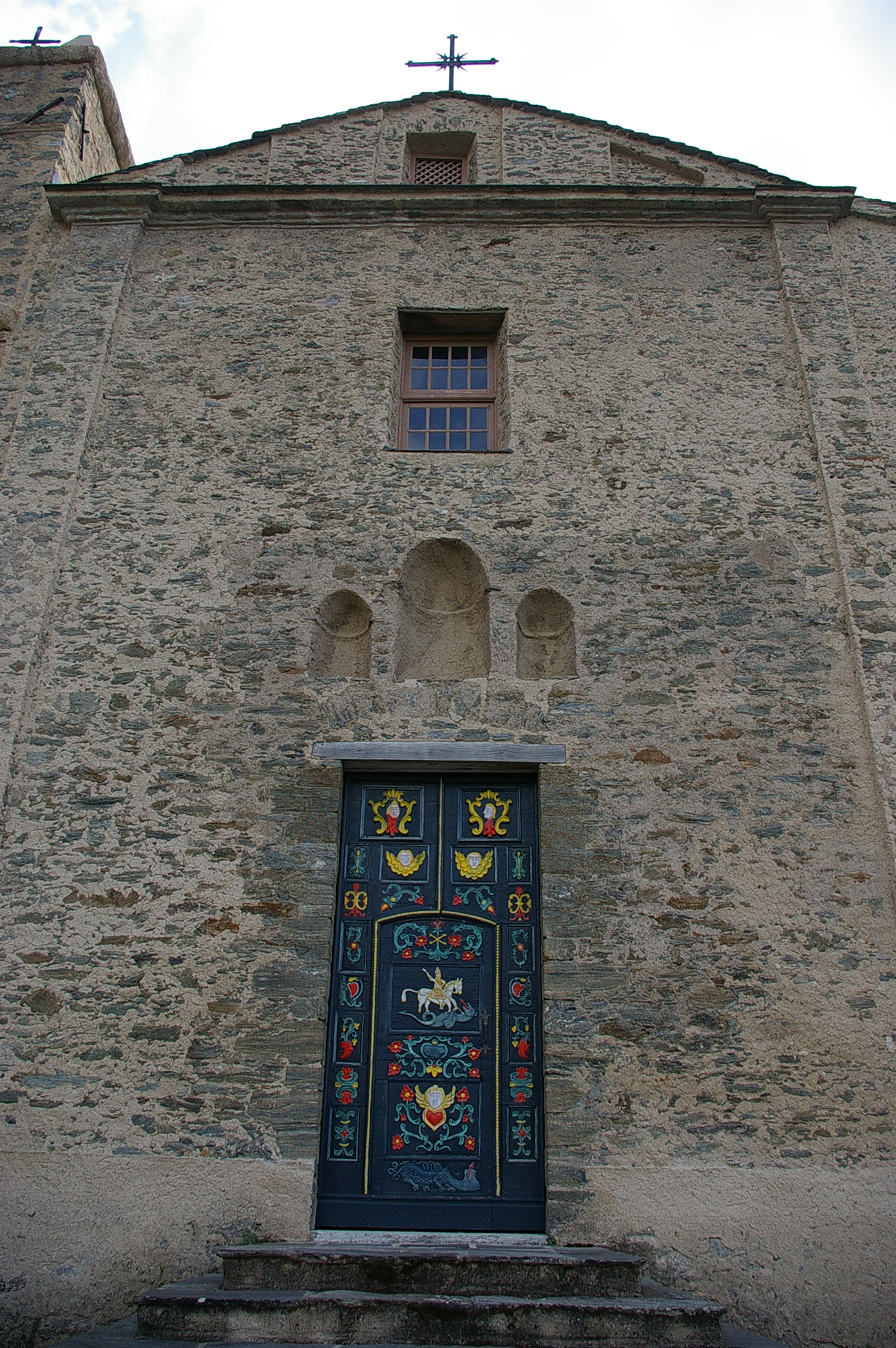
Kirche Sainte-Marie, Monument historique

| Jahr      | 1962 | 1968 | 1975 | 1982 | 1990 | 1999 | 2008 | 2012 |
| --------- | ---- | ---- | ---- | ---- | ---- | ---- | ---- | ---- |
| Einwohner | 129  | 91   | 71   | 65   | 50   | 49   | 45   | 44   |